# チョウジ油

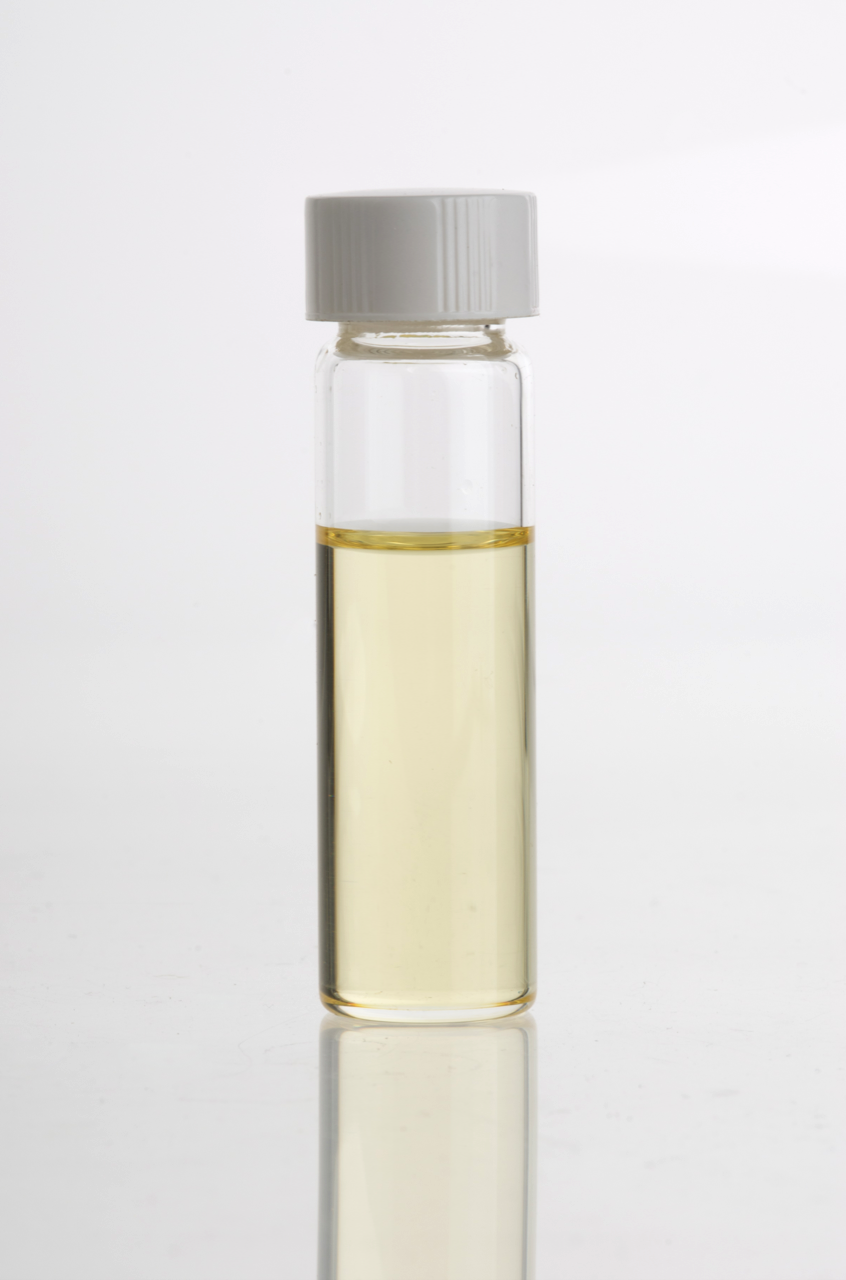
透明なガラスバイアルに入ったチョウジ油

チョウジ油 (チョウジあぶら、チョウジゆ、英語: Oil of clove) は、クローブの精油である。CAS登録番号は、8000-34-8である。
クローブはしばしばアロマテラピーに用いられ、また医薬品の香り付けにも用いられる。チョウジ油の主な生産国は、マダガスカルとインドネシアである。

## 種類
3種類の部位からチョウジ油が作られる。
- つぼみから取る油には、60-90%のオイゲノール、アセチルオイゲノール（英語版）、カリオフィレン、その他が含まれる。
- 葉から取る油には、82-88%のオイゲノールとごく少量のアセチルオイゲノール、その他が含まれる。
- 茎から取る油には、90-95%のオイゲノール、その他が含まれる。

## 利用
チョウジ油には様々な幅広い健康効果があると宣伝されるが、治療効果の医学的な証拠はまだ十分ではない。

### 歯痛
特に大韓民国やインドでは、チョウジ油から抽出されるフィトケミカルであるオイゲノールが歯痛の緩和のために用いられる。う蝕でできた隙間や抜歯後に残った歯槽にチョウジ油を塗ることで、一時的に痛みを緩和できる。
アメリカ食品医薬品局は、オイゲノールには歯痛を治療する効果はないとみなしており、効果の評価に対する根拠が不十分との理由で、チョウジ油の鎮痛剤としての等級を引き下げている。

### 魚への利用
チョウジ油は、研究室やペット用の魚に対し、麻酔や安楽死の用途で一般的に用いられる。

## 毒性
チョウジ油を大量に摂取した場合の安全性については、ほとんど分かっていない。小さな子供にとっては、少量でも深刻な効果が報告されている。

## 規制
ドイツでは、コミッションEがチョウジ油を薬草として、販売及び投与することを認可している。